# Desert View Watchtower
Desert View Watchtower , eller Indian Watchtower at Desert View, är en 21 meter hög fyravåningars byggnad i sten i Grand Canyon National Park i Arizona i USA. Den uppfördes 1932 och var den näst sista av åtta byggnader i Grand Canyon  som ritades av Mary Colter, tillsammans med Hopi House, Bright Angel Lodge, Hermit's Rest, Lookout Studio, Phantom Ranch, Colter Hall och Victor Hall. 
Tornet ligger på kanjons södra kant, South Rim, på Desert View, drygt 32 kilometer öster om Grand Canyon Village, åt den östra parkentrén till. I byggnaden finns muralmålningar av Fred Kabotie. Tornet utformades för att likna ett gammalt pueblovakttorn, men är storleksmässigt avsevärt högre än något känt pueblotorn. Byggnaden består av ett murat runt torn i sten som står på ett skräpigt fundament, vilket är avsiktligt ritat för att ge ett intryck av förfall och ge en förnimmelse av att en tidigare byggnad funnits på platsen. Fundamentet står på en större cirkulär yta, med tornet på norra sidan. I tornet finns små fönster placerade i ett oregelbundet mönster. Det största utrymmet i tornets bottenvåning är en kiva, vars innertak består av bjälkar som räddades från det nedmonterade Grandview Hotel. Innertaket är ett falskt tak, som döljer den takkonstruktion som bär upp observationsplattformen. Kivan har en eldstad med ett stort perspektivfönster ovanför, på den plats där det normalt borde funnits en skorsten. Röken dras i själva verket ut åt sidan i en dold rökgång. I rummet finns fortfarande det ursprungliga möblemanget kvar.
Tornet reser sig som ett öppet schakt, som omges av runda balkonger över de centrala utrymmet. Tillträdet till balkongerna ges av smala trappor. Överst är utrymmet täckt och ger plats åt ett utsiktsrum med stora glasade fönster. En tidigare öppen utsiktsplattform i det fria används inte längre. 
Mary Colter arbetade i sex månaders tid med att undersöka arkeologiska prototyper och byggnadsteknologier innan hon byggde en modell av tornet. Innan hon avslutade den slutgiltiga ritningen, lät hon bygga en 21 meters plattform för att kunna bedöma utsikten från den tänkta observationsplattformen. Konstruktionsritningarna gjordes av Atchison, Topeka and Santa Fe Railway. Mary Colter var initiativtagare till att Kabotie och Fred Geary (1894–1955) utsågs att dekorera tornet inuti. Fred Gearys konstverk är kopior av numera förstörda hällristningar i Abo i New Mexico.

## Bildgalleri

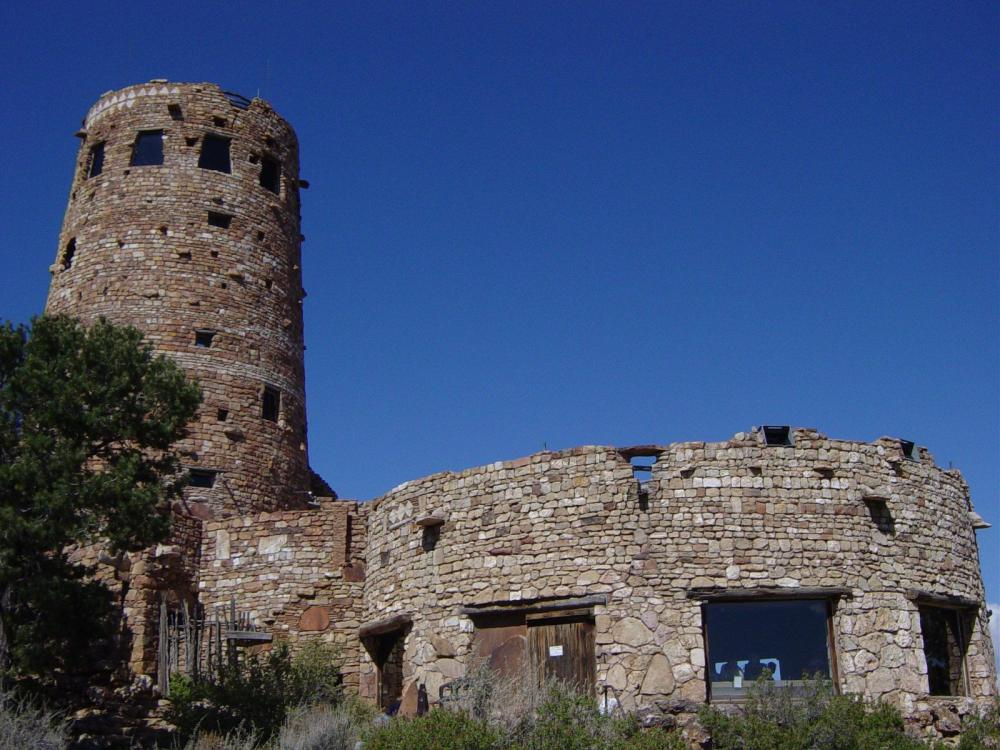

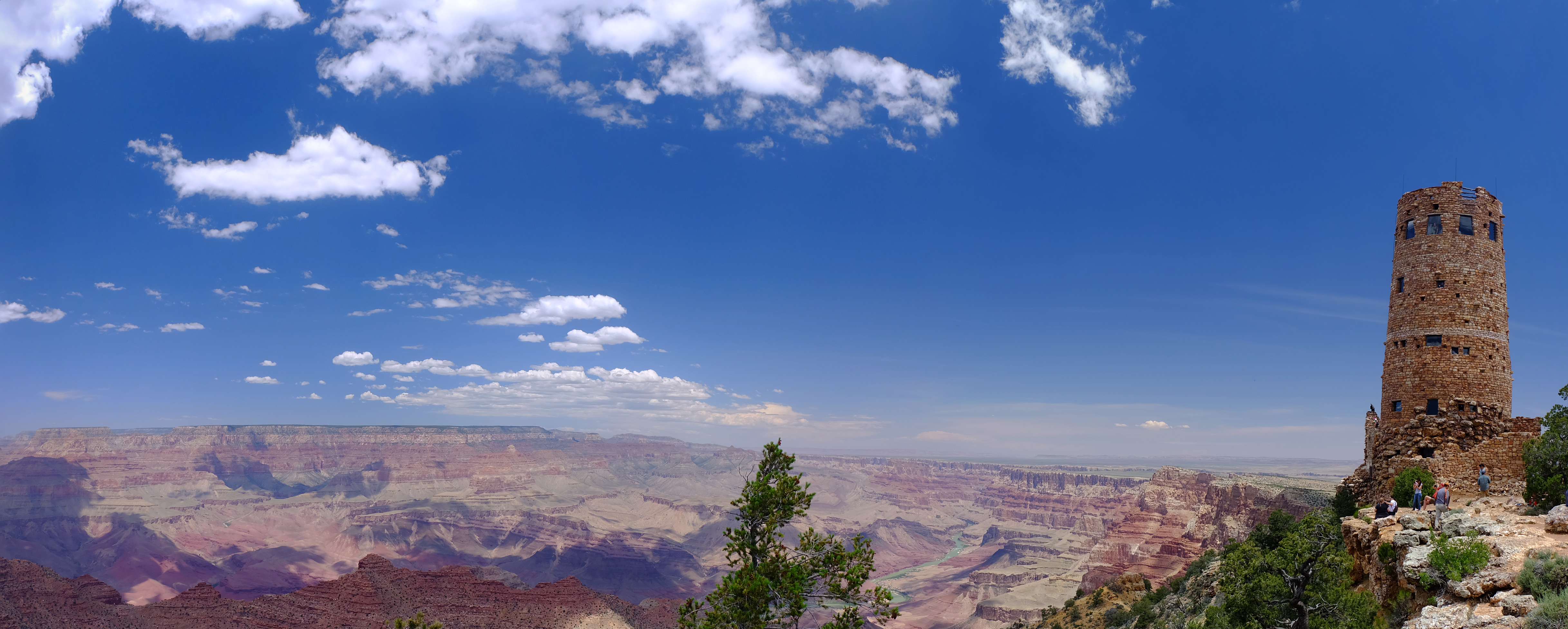
Panorama över Watchtower och omgivande Grand Canyon

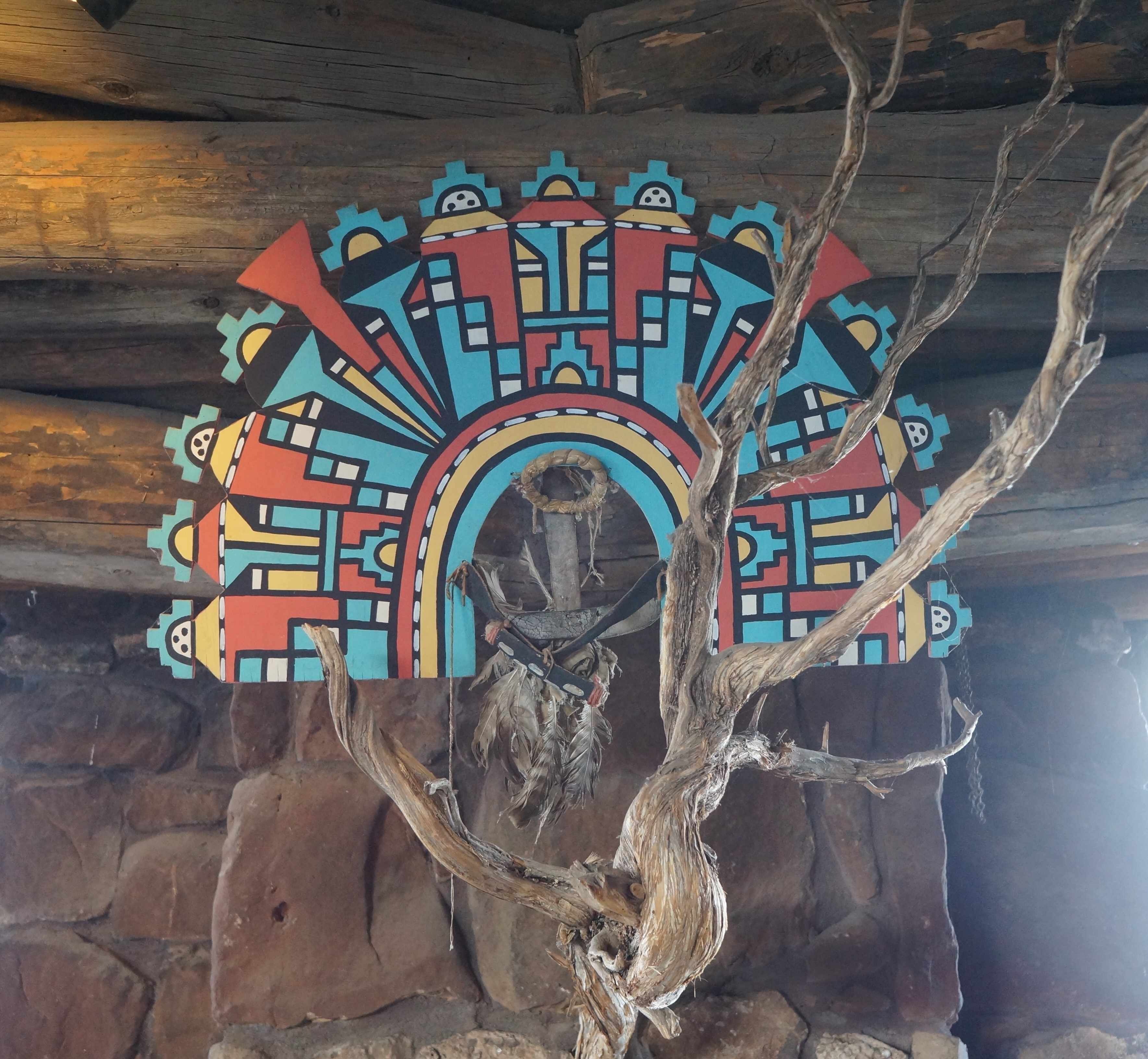
Utsiktsrummet
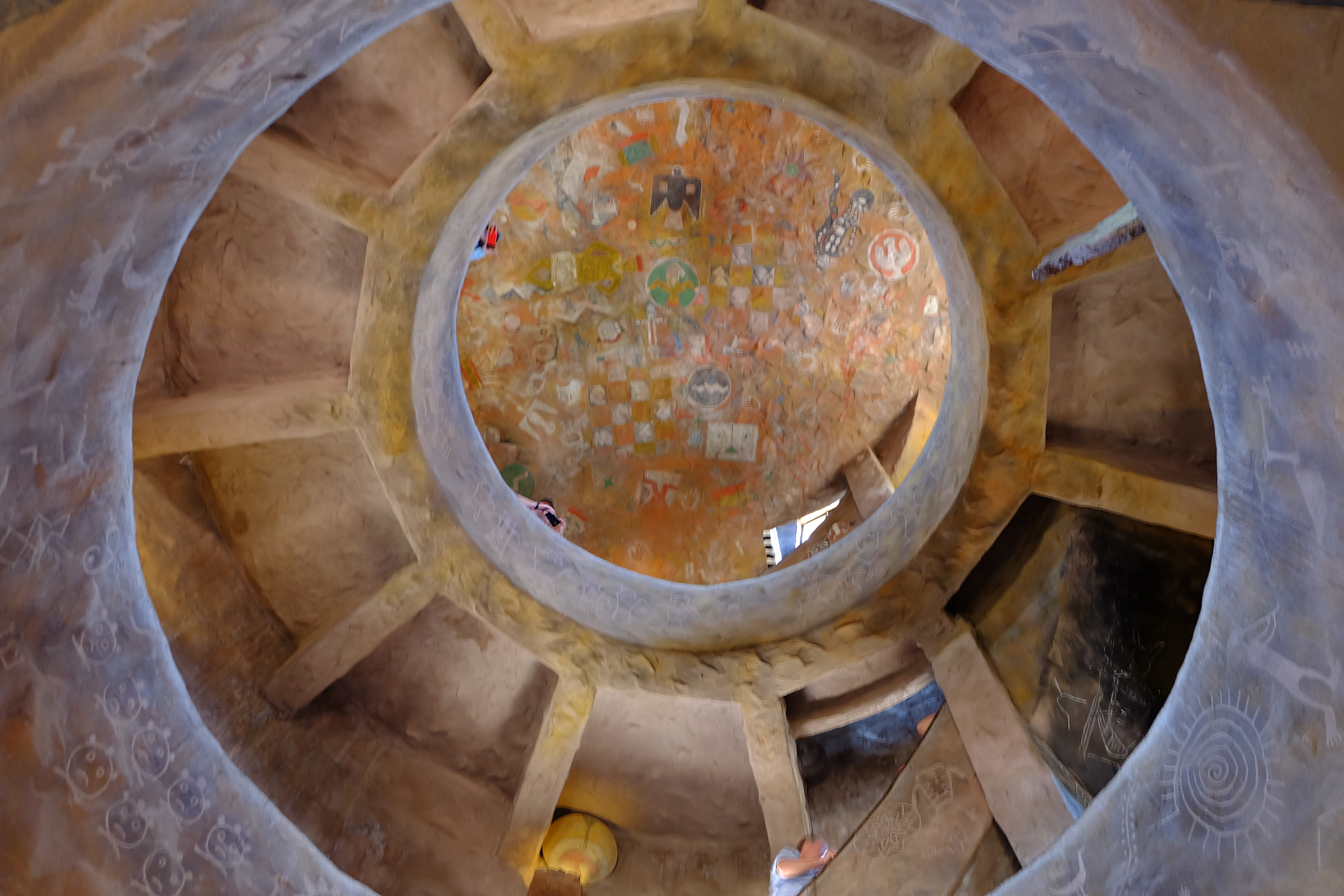
Interiör, andra våningen
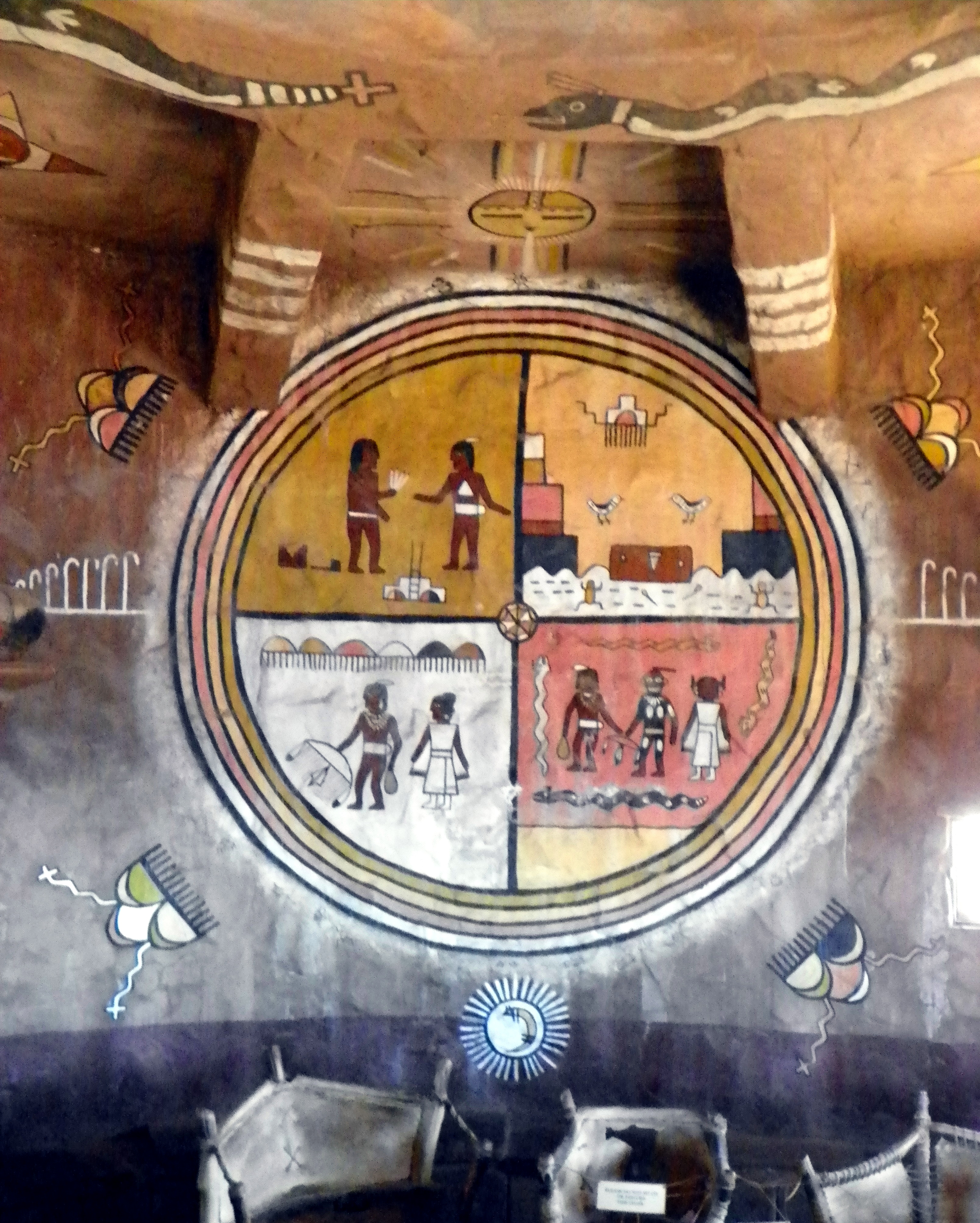
Målningar av Fred Kabotie
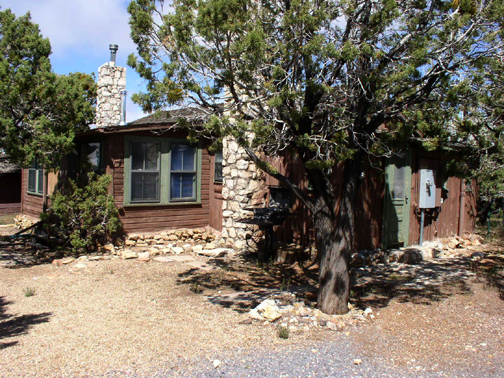
Vaktmästarbostaden